# エカテリナ・アルシャフスカヤ
エカテリナ・アルシャフスカヤ（ロシア語: Екатерина Аршавская、英語: Ekaterina Arshavskaia）は、日本の教育者（英語教授法・応用言語学・メディア研究）。学位は修士（社会科学）（広島大学・2018年）。静岡県立大学言語コミュニケーション研究センター特任講師。出身地はロシア。
新川センサテクノロジ株式会社講師、広島大学ライティングセンターライティングチューター、近畿大学講師などを経験。

## 概要
第二言語習得研究、英語教授法、応用言語学、統語論、メディア研究を専攻する言語学者である。アカデミックリーディングにおいてのパラグラフリーディングの研究で知られている。新川センサテクノロジのような企業をはじめ、広島大学、近畿大学、静岡県立大学、といった教育・研究機関でおしえた。

## 来歴

### 生い立ち
ロシア生まれ、ロシア育ち。広島大学大学院に進学し、社会科学研究科にて学んだ。2018年（平成30年）、広島大学の大学院における修士課程を修了した。それに伴い、修士（社会科学）の学位を取得した。さらに、2022年（令和4年）に広島大学の大学院における博士課程を単位取得満期退学した。

### 教育者として
大学院生の頃より、新川センサテクノロジにおいて、2017年（平成29年）4月から2020年（令和2年）3月にかけて講師を務め、ビジネス英語をおしえた。また、大学院生のとき広島大学において、2017年（平成29年）10月から2020年（令和2年）9月にかけてライティングセンターのライティングチューターを務めた。さらに、近畿大学東広島キャンパスで、2018年（平成30年）4月から同年9月にかけて講師を務めた。
静岡県立大学で、言語コミュニケーション研究センターにて特任講師を務めている。（2022年現在）

## 研究
専門は英語教授法であり、英語教授法、応用言語学、メディア研究、といった分野の研究に従事した。具体的には、アカデミックリーディングにおいてのパラグラフリーディングの研究に取り組んだ。また、アカデミックライティングにおいての文の構造についての研究に取り組んだ。さらに、インプット、および、アウトプットのバランスについて、パフォーマンスの変更についての研究に取り組んでいた。一例として、テキストマイニングなどの手法を用いて、21世紀の日本国においてのロシア連邦に対する新聞の論調について研究していた。
学術団体としては、Writing Centers Association of Japan、大学英語教育学会、日本教育工学会、外国語教育メディア学会、といった組織に所属していた。

## 略歴
- 2017年 - 新川センサテクノロジ講師[3]。
- 2017年 - 広島大学ライティングセンターライティングチューター[3]。
- 2018年 - 広島大学大学院社会科学研究科修士課程修了[5]。
- 2018年 - 近畿大学講師[3]。
- 2022年 - 広島大学大学院社会科学研究科博士課程単位取得満期退学[5]。